# Hey Ho
「Hey Ho」（ヘイ・ホー）は、2016年10月5日にトイズファクトリーより発売された、日本のバンド・SEKAI NO OWARIのメジャー10作目、通算12作目のシングル。

## 概要
- 前作「SOS/プレゼント」から約1年ぶりのシングル。
- ピースウィンズ・ジャパンとの共同活動によりメンバーが発足した動物殺処分ゼロプロジェクト『ブレーメン』の支援シングルとして発売され、今作から得られる収益は全て譲渡シェルターや譲渡スペースの建設などの支援に充当される[1]。
- 期間限定通常盤のジャケット写真は、伊那市高遠町にあった入笠高原牧場で撮影された[2]。
- ジャケットが異なる初回限定盤Aと初回限定盤B、2017年3月31日まで発売の期間限定盤の3形態で発売された。初回限定盤Aには特典として同年に敢行された『SEKAI NO OWARI 全国ツアー2016「The Dinner」』から「ANTI-HERO」「スターライトパレード」「Love the warz -rearranged-」「Never Ending World」「ピエロ」「スノーマジックファンタジー」「生物学的幻想曲」のライブ音源を収録したCDが、初回限定盤Bには特典として同ツアーから「Death Disco」「SOS」「深い森」「幻の命」「MAGIC」「RPG」「Dragon Night」のライブ音源を収録したがCDが同梱された[3]。
- 表題曲で『第58回日本レコード大賞』編曲賞を受賞した[4]。また、今作で『第67回NHK紅白歌合戦』に出場、船を模したセットで「RPG」の冒頭を取り入れたバージョン「Hey Ho from RPG」として披露された[5][6]。

## 収録曲
1. Hey Ho [5:01]
作詞：Saori、Fukase
作曲：Nakajin
編曲：SEKAI NO OWARI
「スターライトパレード」以来8作ぶりに共同アレンジャーを迎えないで制作された[注 1][注 2]。
3拍子の曲調でケルト音楽のジグを取り入れており、動物殺処分ゼロプロジェクト『ブレーメン』の支援シングルということで、歌詞のメッセージ性が強い暗いテーマを中和できるくらい明るく楽しい楽曲を意識して制作された。特にイントロには気を使い、Nakajin曰く「イントロのフィドルで異世界に連れていくような感じを出したかった」という[7]。
歌詞は最初にFukaseが書いたが、それに対しSaoriが否定したため、Saoriが先に書いたところ、その歌詞にFukaseが刺激を受けて海のイメージが浮かび、サビの「Stormy Seas」というフレーズが生まれた。そしてSaoriが「嵐の海を渡っていく」というフレーズに書き直したことで、Fukaseは楽曲を「RPG」の続編と解釈したという[8]。
ミュージック・ビデオはこれまでのシングル表題曲の監督を務めた田向潤による作品。メンバー発案による架空のレコーディング風景をテーマに撮影され、森を舞台にウサギ、オウム、ブタ、バク、サルの楽器隊やオオカミに扮した子供たちが登場する絵本を意識した映像となっている[9]。
2. Error [3:30]
作詞：Fukase
作曲：Nakajin、Saori、Fukase
編曲：SEKAI NO OWARI
初のメンバー3人による共同作曲で制作された楽曲[3]。カップリング曲としては『炎と森のカーニバル』収録の「ピエロ」以来4作ぶりにオリジナルアルバムにも収録された。
3. Death Disco -remixed by melodysheep- [4:20]
作詞：Fukase
作曲：Nakajin、Fukase
リミックス：Melodysheep
1st配信デジタルシングルのリミックスバージョン。

## 参加ミュージシャン
SEKAI NO OWARI
- SEKAI NO OWARI：Backing Vocal & Clap (#1)
- Fukase：Vocal (#1,2)、Backing Vocal (#2)
- Nakajin：Acoustic Guitar & Programming (#1,2)、Percussion & Mandolin & Banjo & Bouzouki (#1)、Electric Guitar & Synthesizer (#2)
- Saori：Piano (#1,2)、Accordion (#1)
- DJ LOVE：DJ

Additional Musician
- マイク・モーリトン：Drums (#1)
- マーリン・ケリー：Bass (#1)
- 佐藤帆乃佳：Fiddle (#1)
- 川上鉄平：Trumpet (#1)
- Tynice Brooks：Chorus (#1)
- ルツ・ウィリアムズ：Chorus (#1)
- lsaiah Brooks：Chorus (#1)
- Curtis L Griffin Jr.：Chorus (#1)
- 安井敬：Tin Whistle (#1)

## 収録アルバム
- Lip (#1,2)